# Wilhelm Johann Bader

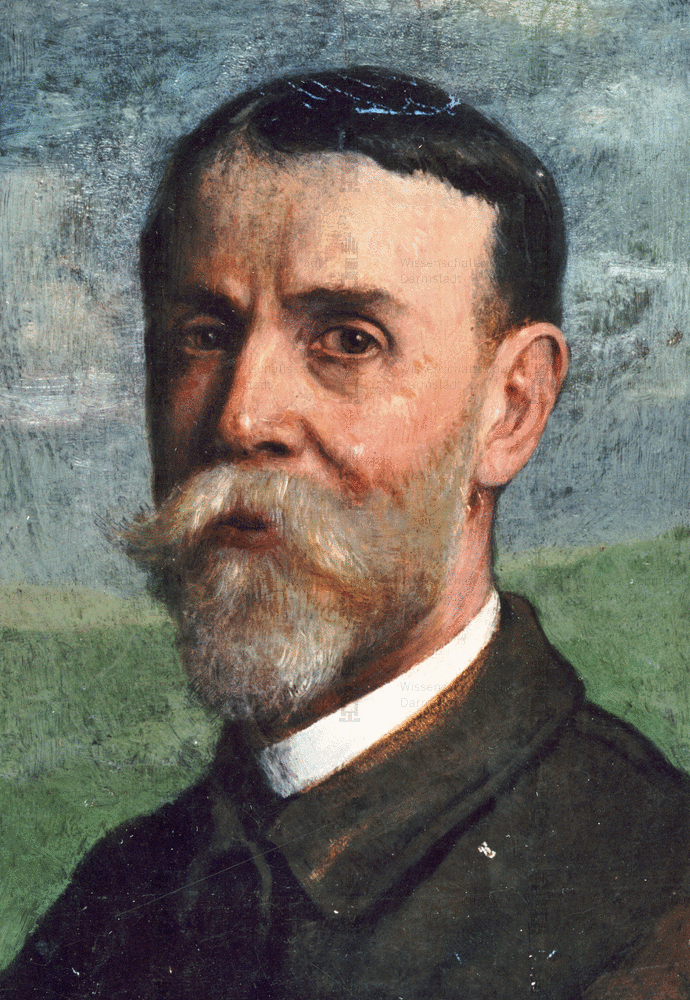
Selbstporträt 1916

Wilhelm Johann Bader (* 24. Juli 1855 in Darmstadt; † 20. Januar 1920 ebenda) war ein deutscher Maler, Radierer und Lithograf sowie Kunstlehrer.

## Leben
Der Sohn eines Darmstädter „Staatskassa-Buchhalters“ erhielt ersten Zeichenunterricht durch Ernst Rauch am Darmstädter Pädagog. Ab 1873 studierte er an der Preußischen Akademie der Künste in Berlin. Ab dem 9. April 1875 studierte er an der Königlichen Akademie der Künste in München bei Ludwig von Löfftz, Wilhelm von Diez, Otto Seitz und Andreas Müller und war seitdem in München niedergelassen (1890: Landwehrstraße 71). Im selben Jahr unternahm er eine Studienreise nach Tirol, 1880 nach Krain und Venedig. 1879 erhielt Bader den Auftrag zur Ausmalung des Café Danner am Karlstor in München; 1883 war er mit den Wandmalereien im Schloss Neuschwanstein beschäftigt. 1897 siedelte Bader nach Darmstadt über und übernahm die Leitung der dortigen Malschule. U.a. wurde Friedrich Wilhelm („Fritz“) Büchner (1880–1965), ein Großneffe des Dichters Georg Büchner, sein Schüler, dessen Bildnis er malte. 
Bader war Gründungsmitglied der Freien Vereinigung Darmstädter Künstler, zu deren Vorsitzendem er 1899 gewählt wurde. Mit dem 27. Oktober 1898 wurde er mit dem Ritterkreuz II. Klasse des Verdienstordens Philipps des Großmütigen ausgezeichnet. Im Jahre 1910 verlieh ihm der Großherzog Ernst Ludwig den Professorentitel.
Er war mit der Künstlerin Cäcilie Graf-Pfaff verheiratet; die Ehe wurde 1902 geschieden.
Bader schuf idealisierende und realistische Bildnisse sowie Landschaftsdarstellungen mit Personenstaffagen als Ölgemälde, Aquarelle und Zeichnungen. Vor allem in seinen frühen Werken sind Anregungen von Arnold Böcklin und Anselm Feuerbach bemerkbar.

## Ausstellungsbeteiligungen
- München, Internationale Kunstausstellung 1879, Katalog-Nr. 43: „Sisyphus“;[3][4]
- Nürnberg, Bayerische Landesausstellung 1882: „Unschuld und Liebe“[5]
- Wien, Internationale Jubiläumsausstellung 1888: „Madonna“[6][7]
- München, Internationale Jubiläumsausstellung 1888: „Im Reich der Töne“[8]
- Darmstadt, Mathildenhöhe: „Hessische Künstler“, Kunstausstellung im Rahmen der 1. Ausstellung der Darmstädter Künstlerkolonie „Ein Dokument deutscher Kunst“, Mai bis Oktober 1902:[9] Bachbett zwischen Felsen (S. 36), Steiler Felsenpfad zu einem Torbogen (S. 37), Frauenporträt (S. 38), „Das Alter“ I (Bildnis einer alten Frau, S. 39), „Das Alter“ II (Bildnis eines alten Mannes im Profil, S. 40), „Flora“ (S. 41), Brustbild einer Frau in Tracht (S. 42).
- „Einsamkeit“; ausgestellt (Wohnung: Darmstadt, Wilhelminenstr. 23): Große Berliner Kunstausstellung 1907[10]

## Werke (Auswahl)
- „Danaiden“, 1879[11]

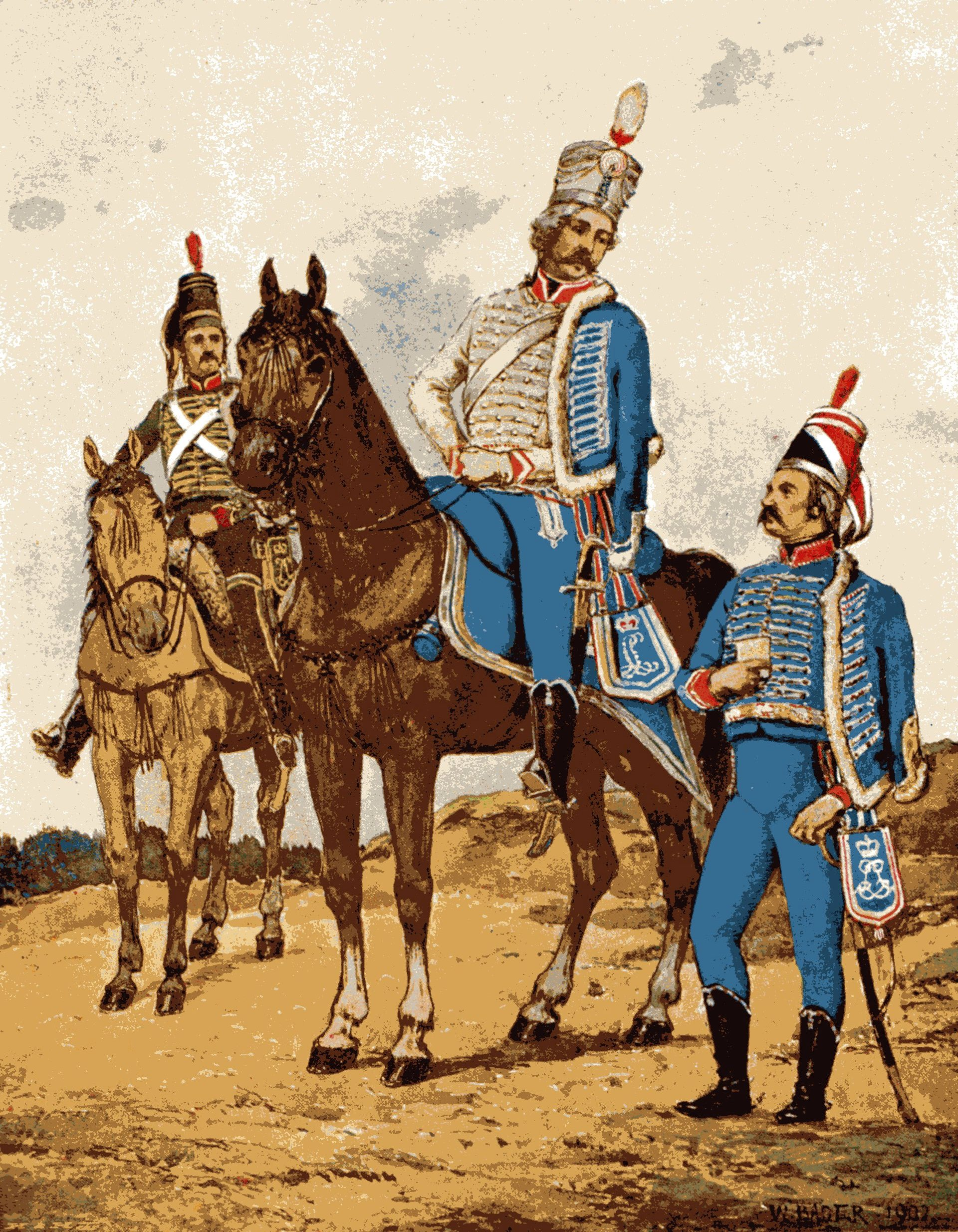
Hessische Landhusaren als Polizeitruppe, 1763 bis 1804. Uniformierung bis 1769 hellgrün, dann hellblau. Ab 1795 Dolman und Mütze weiß. Rekonstruktionsgemälde von 1902 von Wilhelm Bader (1855–1920)

- „Person unter einem steinernen Bogen“, 1886; Öl auf Malplatte, 60 × 48 cm (Kunsthandel)
- „An der Mathildenhöhe in Darmstadt“, 1900; Öl auf Malpappe, 33 × 42,5 cm (Kunsthandel)
- „Bergdorf“, 1894; Aquarell auf Papier, 25 × 25 cm (Kunsthandel)
- „Frauenportrait“, 1901, Kohlezeichnung und Aquarell, 40,5 × 31,5 cm (Kunsthandel)
- „Hessische Landhusaren als Polizeitruppe, 1763 bis 1804“, Rekonstruktionsgemälde 1902 (siehe Bild rechts)
- „Bildnis Fritz Büchner“, um 1910
- „Eingang eines Fachwerkgehöfts“, 1913; Aquarell (Kunsthandel)
- „Selbstporträt“, 1916
- „Bildnis eines jüdischen Gelehrten“, Öl auf Leinwand, 65 × 50 cm (Kunsthandel)
- „Brustporträt eines Mädchens in Tracht“ (Kunsthandel)
- „Mädchen mit Korb“, Aquarell (Kunsthandel)
- „Schloss am Meer“, „Dämmerung“, „Windig Wetter“[12]
- „Am Parktor. Sommerabendstimmung im Park. Unterm Tor Liebespaar“, Öl auf Holz, 12 × 9 cm[13]
- „Siegfriedquelle“

Grafik:
- 12 Steinzeichnungen. Lithografien. Verlag der Hofbuchhandlung Johannes Waitz, Darmstadt, um 1908:[14] Illustrierter Titel; „Waldteich“, „Abend an der Quelle“, „Vergänglichkeit“, „Herbstwind“, „Im Gestein“, „Im Schnee“, „Frühlingsahnen“, „Opferstein“, „Frühlingsklänge“, „Im Sturm“, „Einsiedelei“, „Auf Bergeshöhen“.
- „Gruss aus der Heimat! – Den Kriegern im Felde gewidmet“. Waitz, Darmstadt 1915.